# Eutropis lankae
Eutropis lankae — вид сцинкоподібних ящірок родини сцинкових (Scincidae). Ендемік Шрі-Ланки.

## Поширення і екологія
Eutropis lankae мешкають на острові Шрі-Ланка. Вони живуть в сухих і вологих тропічних лісах та в чагарникових заростях.